# Вітаутас Ромульдас Томкус
Вітаутас Ромульдас Томкус (лит. Vytautas Romualdas Tomkus; 29 липня 1940, Радвилішкіс — 24 липня 2022, Вільнюс) — радянський і литовський актор театру і кіно.

## Життєпис
Закінчив театральний факультет Литовської консерваторії (1961). Працював у театрах. Дебютував у кіно 1963 р.

## Фільмографія
- «Кроки в ночі» (1962, Повілас)
- «Хроніка одного дня» (1963, комсомолець)
- «Ніхто не хотів помирати» (1965, Пугач (хижий птах)
- «Знайди мене» (1967, Владас)
- «Поворот» (1967, шофер (озвучив Ігор Єфімов)
- «Мертвий сезон» (1968, невідомий)
- «Червень, початок літа» (1969, Стасіс Юргайтіс, директор підприємства)
- «Гладіатор» (1969, Іонас Тиху (дублював Борис Никифоров)
- «Останній рейс „Альбатроса“» (1971, Пауль Латманн («Март»)
- «Острів скарбів» (1971, пірат Джордж Меррі (озвучив Леонід Марков)
- «Інженер Прончатов» (1972, Ян Падеревський)
- «Кортик» (1973, бандит)
- «Морські ворота» (1974, Йорен Акменькалн)
- «Смок і Малюк» (1975, Чарлі Скажений)
- «Тривоги осіннього дня» (1975, водій таксі)
- «Бути зайвим» (1976, Волдемар Вітерс)
- «Сумка інкасатора» (1977, Юрій Петрович Борисов)
- «Чоловік у розквіті років» (1977, Альфред Турлавс (дублював Едуард Ізотов)
- «Обличчя на мішені» (1978, Фламбо)
- «Ралі» (1978, Яніс Лієпа, штурман (озвучував Юрій Пузирьов)
- «Агент секретної служби» (1978, Гоулен)
- «Останній бар'єр» (1978, начальник колонії)
- «Поранена тиша» (1979, Вінцас Шална (дубляж: Павло Кашлаков)
- «Малі гріхи наші» (1979, Зігміс, друг Ляонаса)
- «Три дні на роздуми» (1980, Конрад Ульф, полковник міліції)
- «Біля чортового лігва» (1980, Наян)
- «Брати Ріко» (1980, Бастон Філ)
- «Медовий місяць в Америці» (1981, комівояжер, попутник Морти в літаку)
- «Балада про доблесного лицаря Айвенго» (1982, барон Реджинальд Фрон де Беф)
- «Випадок в квадраті 36-80» (1982, майор Армстронг)
- «Юність генія» (1982, Ібн-Анастас, лікар)
- «Нікколо Паганіні» (1982, Джон)
- «Горобець на льоду» (1983, Костянтин Петрович Морозов, тренер)
- «Політ через Атлантичний океан» (1983, Штурмгауптфюрер СА)
- «Таємниця вілли „Грета“» (1983, Майкл Джонс, співробітник американського посольства)
- «Ціна повернення» (1983, Отто Крібель (озвучив Артем Карапетян)
- «Подвійний обгін» (1984, Артеньєв, рецидивіст «Жук»)
- «Крик дельфіна» (1986)
- «Пятрас Курмяліс» (1986, Купстіс)
- «Двійник» (1986, Черня)
- «Гра хамелеона» (1986, Мерсьє, член правління)
- «Усі проти одного» (1986, прокурор)
- «Мишоловка» (1986, майор Меткаф)
- «Загадковий спадкоємець» (1987, Френк)
- «Оповіді містечка Кукучяй» (1987, Казимерас Бакшис)
- «Державний кордон. Солоний вітер» (1988, Август)
- «Свобода — це рай» (1989, начальник колонії)
- «Пригоди Квентіна Дорварда, стрілка королівської гвардії» (1989, Гійом де ла Марк)
- «Осінь приходить лісами» (1989, Йонас)
- «Вовки у зоні» (1990, міністр)
- «Смерть за лаштунками» (1991, Зандерс)

Знявся в українських стрічках:
- «Експеримент доктора Абста» (1968, Вальтер; Кіностудія ім. О. Довженка)
- «Єралашний рейс» (1977, Самохін; Кіностудія ім. О. Довженка)
- «Білий танець» (1981, Рабаков, Одеська кіностудія)
- «І чудова мить перемоги» (1984, епізод; Кіностудія ім. О. Довженка)